# İbrahim Kalin
İbrahim Kalın (Estambul, 9 de septiembre de 1971) es un funcionario y político turco.

## Biografía
Ibrahim Kalin se graduó en Derecho por la Universidad de Estambul y, posteriormente, obtuvo un PhD por la Universidad George Washington. Entre 2002 y 2005 fue docente del Departamento de estudios religiosos del College of the Holy Cross, colegio jesuita de Worcester, Massachusetts. En el cuatrienio siguiente dirigió la Fundación para la Investigación Política, Económica y Social, un think tank con sede en Ankara.
Es miembro del Prince Alwaleed Bin Talal Center for Muslim-Christian Understanding, centro para el diálogo interreligioso entre cristianos y musulmanes de la Universidad de Georgetown.
En 2010, junto con John L. Esposito, publicó la edición anual del almanaque The 500 Most Influential Muslims, libro que recoge las biografías de los 500 musulmanes más influyentes del mundo.
El 11 de diciembre de 2014 fue nombrado primer secretario del presidente turco y consejero personal y portavoz de Recep Tayyip Erdoğan.